# Редгонтлет
«Редгонтлет» (англ. Redgauntlet. A Tale of the Eighteenth Century) — исторический роман Вальтера Скотта, опубликованный в 1824 году в издательстве Constable and Co. Действие книги происходит в Дамфрисе (Шотландия) в 1765 году.
«Редгонтлет» был завершен с обычной для Скотта скоростью. Предположительно, писатель работал на первым томом в Рождество 1823—1824 года. Первый том был завершен к 21 марта, а последние страницы были доставлены издателю в июне. Биограф Скотта Дж. Г. Локхарт пишет, что автор хотел назвать книгу Herries или Herris по имени одного из героев, но издатели Арчибальд Констебл и Джеймс Баллантайн убедили изменить название на «Редгонтлет».
Хотя сейчас роман считается одним из лучших в цикле «Уэверли», современниками он был встречен прохладно. Literary Gazette опубликовала положительный отзыв, другим изданиям, таким как Edinburgh Magazine и Monthly Review, не понравилось смешение прозы и эпистолярного стиля, а Examiner и London Magazine подвергли «Редгонтлет» серьезной критике, заявив, что Скотт теперь работает исключительно ради денег.

## Сюжет
Герой романа — молодой человек по имени Дарси Латимер. В начале книги его похищает Хью Редгонтлет и отвозит в деревню в Дамфрисе. Выясняется, что Дарси приходится Редгонтлету племянником, и что значительное число известных якобитов, включая принца Карла Эдуарда Стюарта, тоже находятся в деревне. Редгонтлет намеревается поднять новое восстание якобитов и предлагает Дарси присоединиться.

## Адаптации
- 1959 — британский телевизионный мини-сериал из 6 серий, в главной роли — Том Флеминг.
- 1970 — британский телевизионный мини-сериал, в главной роли — Джек Уотсон.
- 2014 — была частью сериала The Great Scott BBC Radio 4.[3]